# Соната для кларнета и фагота
Соната для кларнета и фагота — одно из ранних произведений Франсиса Пуленка для камерного ансамбля. Наряду с сонатами для двух кларнетов (1918) и для валторны, трубы и тромбона (1922) она составляет «цикл» коротких сонат для ансамблей духовых инструментов. Она является третьим по хронологии камерным произведением композитора после вышеупомянутой сонаты для двух кларнетов и сонаты для фортепиано в четыре руки. Написанная в период между августом и октябрём 1922 года, соната Пуленка для кларнета и фагота была впервые исполнена в парижском театре Елисейских Полей 4 января 1923. Партию кларнета исполнил Луи Каюзак. Несмотря на скептическое отношение Пуленка к своему раннему циклу, в 1945 году появилась вторая редакция сонаты.
Соната для кларнета и фагота состоит из трёх частей. Первая часть представляет собой короткий диалог, в котором фагот аккомпанирует более развёрнутой партии кларнета. В медленной второй части Пуленк использует преимущественно низкий регистр обоих инструментов. Финал построен в трёхчастной форме, между двумя быстрыми частями включён более медленный и мрачный фрагмент. Продолжительность произведения около 7—8 минут. Стилистически эта соната близка к написанной четырьмя годами ранее сонате для двух кларнетов.
Существует ряд аудиозаписей сонаты для кларнета и фагота, в том числе в запись в исполнении Карла Лайстера и Милана Турковича.